# Firmenarchive Schweizer Textilunternehmen
Firmenarchive Schweizer Textilunternehmen sind Sammlungen von Unterlagen von Schweizer Firmen des Textilwesens und Textilhandels, die durch unterschiedliche Organisationen an verschiedenen Standorten geführt und archiviert werden. Bestände von bereits stillgelegten Firmen finden sich zumeist in öffentlichen und halböffentlichen Gedächtniseinrichtungen wie den kantonalen Archivinstitutionen, Stadtarchiven und Spezialarchiven. Ebenso archivieren Bibliotheken und Museen – darunter öffentliche wie private – Bestände von Firmen.

## Begriffe: Firmenarchiv, Firma
Beim Begriff Firmenarchiv wird zwischen dem Bestand unterschieden, der die Geschichte und die Tätigkeit einer Firma während ihrer Existenz spiegelt, und der organisatorischen Einheit, deren Aufgabe es ist, geschäftliche Unterlagen eines Unternehmens und gegebenenfalls die Bestände ihrer Vorgängerunternehmen zu führen und zu archivieren. Bei einem Bestand handelt es sich um die «Zusammenfassung von Archivalien einer Provenienz oder Pertinenz in einer logischen, hierarchisch übergeordneten Einheit». Häufig werden die Begriffe Firma und Unternehmen synonym verwendet. Aus rechtlicher Sicht ist die Firma «die für den Rechtsverkehr gewählte Bezeichnung eines Unternehmensträgers, der ein kaufmännisches Unternehmen betreibt. Unternehmensträger kann sowohl ein Einzelunternehmen als auch eine Gesellschaft (z. B. Kollektivgesellschaft, Aktiengesellschaft usw.) sein.»

## Archivierende Organisationen
Firmenarchive stillgelegter Unternehmen aus dem Textilwesen – insbesondere aus der Textilindustrie und dem Textilgewerbe – sowie dem Textilhandel befinden sich zumeist in öffentlichen oder halböffentlichen Gedächtnisinstitutionen und sind dadurch in der Regel öffentlich zugänglich. Gelegentlich werden die Archive aufgelöster Firmen auch von Folgeunternehmen oder von privaten Organisationen, zum Beispiel einer Stiftung, übernommen und archiviert – wie im Fall des Firmenarchivs der Bally Band AG, das sich im Ballyana-Archiv in Schönenwerd (SO) befindet.

Ferner gibt es Firmenarchive von noch aktiven Unternehmen. Häufig werden sie am Firmensitz geführt und sind meist nicht oder nur auf Anfrage einsehbar. Firmenarchive von grösseren Unternehmen, wie zum Beispiel das Archiv der Stickereifirma Forster Rohner AG in St. Gallen, sind aufgrund der breiten Bekanntheit des Unternehmens relativ einfach recherchier- und auffindbar. Bei kleinen, weniger bekannten Unternehmen weiss die Allgemeinheit oft weder um die Existenz der Firma selbst noch um die eines möglichen Archivguts. Während grosse Unternehmen weitgehend über die notwendigen Ressourcen zur Führung und zum Unterhalt eines Archivs verfügen, fehlen den kleinen Firmen nicht nur die finanziellen und personellen Mittel, sondern auch die erforderliche Infrastruktur sowie das Know-how für eine professionelle Archivierung.

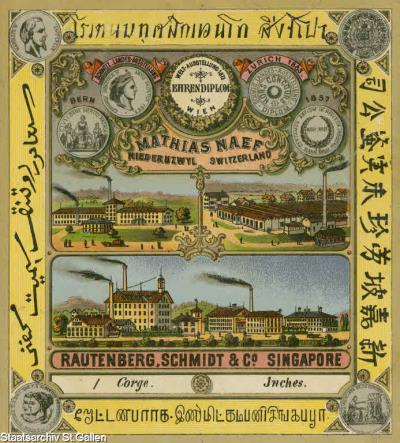
Sackzettel der Textilunternehmen Mathias Naef in Niederuzwil, Schweiz, und Rautenberg, Schmidt & Co., Singapore. Abgebildet sind die Industriebauten der Produktionsstätten. Lithographie ca. 1885, Urheber unbekannt

Im Zusammenhang mit Firmenarchiven ist das Schweizerische Wirtschaftsarchiv in Basel, das als Spezialarchiv schweizweit Bestände von Firmen, Verbänden und Personen übernimmt und erschliesst, von grosser Bedeutung. Als einzige Archivinstitution in der Schweiz ordnet es die Bestände verschiedenen Branchen zu, sodass im Online-Katalog zum Beispiel nach Firmenarchiven von Unternehmen aus der Textilindustrie und dem Textilhandel gesucht werden kann. Erste Anlaufstellen für Firmen, die ihre Archive einer Gedächtnisinstitution übergeben möchten, sind die kantonalen sowie die kommunalen Archive – unter Letzteren hauptsächlich die Stadtarchive. Zudem gibt es verschiedene regionale Archivinstitutionen, als Vereine oder Stiftungen aufgestellt, die sich um Firmenarchive kümmern wie etwa das Glarner Wirtschaftsarchiv. Als Spezialarchiv im Kanton Glarus, in dem die Textilproduktion und -weiterverarbeitung lange Zeit ein Hauptwirtschaftszweig war und nach wie vor ist, nimmt es mehrheitlich Firmenarchive von Unternehmen aus dem regionalen Textilwesen in seine Obhut.
Die Textilindustrie in der Ostschweiz – mit den Kantonen St. Gallen, Thurgau und den beiden Appenzell – war bis zum Zweiten Weltkrieg einer der wichtigsten Wirtschaftssektoren in Region. Dabei hatte die St. Galler Stickerei weltweite Bedeutung. Die Zürcher Seidenindustrie war in Zürich und Umgebung stark vertreten. Weitere bedeutsame Regionen für die Produktion und Weiterverarbeitung von Textilien waren im Wesentlichen das Zürcher Oberland, die Kantone Glarus, Aargau und Luzern sowie Basel und Umgebung und im Bernbiet der Oberaargau und Langnau im Emmental. Institutionen, die sich in diesen alten Textilregionen der Schweiz befinden und demzufolge mehrere entsprechende Bestände von Firmen archivieren, sind das Staatsarchiv St. Gallen, das Staatsarchiv Appenzell Ausserrhoden, das Landesarchiv des Kantons Glarus und das Staatsarchiv des Kantons Zürich. Firmenarchive von Textilunternehmen in den Kantonen Basel-Stadt und Basel-Landschaft sind im Schweizerischen Wirtschaftsarchiv und im Museum.BL archiviert. Weitere bedeutende Institutionen, die textile Bestände als Teilbestände und einige integrale Firmenarchive archivieren, sind das Textilmuseum St. Gallen, die Zentralbibliothek Zürich sowie das Studienzentrum des Landesmuseum Zürich und das Sammlungszentrum als Teile des Schweizerischen Nationalmuseums. Im Studienzentrum ist eine Auswahl aus den Beständen der Zürcher Seidenindustrie zusammengestellt und einsehbar.

## Auffinden von Firmenarchiven
Zwar gibt es die Online-Kataloge der einzelnen öffentlich zugänglichen Institutionen und einige Portale, über die bereits erschlossene Bestände wie Firmenarchive leicht auffindbar sind, aber es existiert schweizweit kein umfassendes Verzeichnis. Firmenarchive sowohl von stillgelegten Unternehmen, die nicht einer Institution übergeben worden sind, als auch von noch aktiven Unternehmen sind schwierig bis gar nicht auffindbar. Oftmals werden die Firmenunterlagen bei der Geschäftsaufgabe entsorgt, wenn die rechtlichen Aufbewahrungsfristen abgelaufen sind, oder sie gehen beispielsweise bei einem Domizilwechsel verloren.

## Portale und Spezialarchive schweizweit
- Archiv für Zeitgeschichte[12]
- Schweizerisches Wirtschaftsarchiv[13]
- Glarner Wirtschaftsarchiv

## Tabelle von Firmen mit Firmenarchiven
Die erweiterbare Tabelle enthält diverse Angaben zu Firmen, darunter die Verweise auf die archivierenden Organisationen der jeweiligen Firmenarchive.
| Firmenname                                                                               | Firmensitz                  | Kt. | Branche / Unterklasse                                       | Existenzzeit | Beschreibung der Firma | archiviert in / verzeichnet in |
| ---------------------------------------------------------------------------------------- | --------------------------- | --- | ----------------------------------------------------------- | ------------ | --- | --- |
| Fraefel & Co. Wikidata-Objekt                                                            | St. Gallen                  | SG  | Textilindustrie / Kunststickerei, Paramentfabrik            | 1883–1983    | «Die Paramente sind besonders in Deutschland und den USA gefragt und erhalten bei internationalen Ausstellungen wiederholt Auszeichnungen. In ihrer Blütezeit um 1910 beschäftigt sie 150 Mitarbeiter an 25 Cornelymaschinen in der Fabrik und vergibt zahlreiche Aufträge in Heimarbeit. 1912 werden Niederlassungen in Karlsruhe, Chicago, New York und Toledo/Ohio gegründet. Nach dem Tod des Gründers Arnold Fraefels 1919 führt sein Sohn Gallus die Firma weiter. In der Krisenzeit der 1920er Jahre schliessen die amerikanischen Niederlassungen.» | Staatsarchiv St. Gallen / Teilbestand Geschäftsunterlagen Textilmuseum St. Gallen / Teilbestand Textil Bischoff Textil AG / Teilbestand Textil |
| Weberei Matthias Naef & Cie. / ab 1914 Peter Zweifel AG, Weberei Felsegg Wikidata-Objekt | Niederuzwil / ab 1914 Henau | SG  | Textilindustrie / Weberei                                   | 1821–1971    | 1821 gründet Matthias (auch Mathias) Naef eine mechanische Weberei in Niederuzwil. Die Textilien werden in den Nahen Osten sowie nach Süd- und Nordamerika exportiert. In der Blütezeit beschäftigt die Weberei 2000 bis 3000 Mitarbeiter, worunter viele Heimarbeiter. 1896 wird die Firma Matthias Naef in die Aktiengesellschaft «Naef & Cie. AG» umgewandelt. 1914 übernimmt Peter Zweifel die Firma. 1934 wird auf dem ehemaligen Firmengelände der Matthias Naef & Cie. in Niederuzwil die Katholische Kirche errichtet. 1971 wird die Peter Zweifel AG, Weberei Felsegg in Henau stillgelegt. | Staatsarchiv St. Gallen / Bestand |
| Forster Rohner AG Wikidata-Objekt                                                        | St. Gallen                  | SG  | Textilindustrie / Stickerei                                 | 1904–heute   | 1904 gründet Conrad Forster-Willi die Stickerei Forster Willi & Co. Die Firma wird mit ihren Stickereien und Stoffen für die Haute Couture weltweit berühmt. 1988 übernimmt das Unternehmen die auf die Herstellung von Strumpfwaren spezialisierte Firma Jacob Rohner AG im sankt-gallischen Rheintal. 1992 erfolgt die vollständige Fusion unter dem Namen Forster Rohner AG. Weitere Unternehmen kommen im Laufe der Jahre dazu. Zahlreiche Innovationen in der Herstellung von textilen Materialien haben internationale Bekanntheit erlangt. | Forster Rohner AG / Bestand |
| Bally Band AG Wikidata-Objekt                                                            | Schönenwerd                 | SO  | Textilindustrie / Seidenbandweberei                         | 1810–2008    | «Im Januar 1810 überliess Franz Ulrich Bally das Geschäft seinen beiden Söhnen Urs Peter und dem 1785 geborenen jüngeren Bruder Niklaus Bally, die dasselbe dann unter der Firma F. U. Bally Söhne bis zum Tode des Niklaus 1833 gemeinschaftlich weiter führten. [...] Die Vergrösserung war, abgesehen vom Anwachsen seiner grossen Familie, jedenfalls nötig geworden durch die im selben Jahre 1823 eingeführte Bandfabrikation.» 1988 wird die ursprüngliche Firma Gebrüder Bally AG aufgeteilt. Aus der Teilung geht die Bally Band AG hervor. 2002 erwirbt die Kuny AG in Küttigen (AG) die Firma, 2005 wird der Sitz verlagert; 2008 erfolgt die komplette Übernahme und der Name Bally Band AG wird aufgegeben. | Ballyana-Archiv / Bestand |
| Abraham AG Wikidata-Objekt                                                               | Zürich                      | ZH  | Textilindustrie / Textilentwurf Textilhandel / Seidenhandel | 1878–2002    | «1878 wird Jakob Abraham Gesellschafter des Zürcher Seidenhandelsunternehmens Königsberger & Rüdenberg. 1921 übernimmt sein Sohn Ludwig das Geschäft und macht aus ihm 1943 die L. Abraham & Co. Seiden AG. Besonders geprägt wird die Firmengeschichte durch Gustav Zumsteg (1915–2005). Er beginnt 1931 als Lehrling. Nach dem Rücktritt von Ludwig Abraham wird er 1968 alleiniger Geschäftsinhaber. Unter Zumsteg spezialisiert sich das Unternehmen auf Textilien für die Haute Couture und kooperiert mit weltbekannten Modedesignern.» «Die Seidenfirma war ein sogenannter Converter und gab Druck- und Webaufträge am Drittfirmen weiter.» | Schweizerisches Nationalmuseum: Landesmuseum Zürich und Sammlungszentrum / Bestand                                                             |
| Doerig + Kreier AG Wikidata-Objekt                                                       | Appenzell                   | AI  | Textilindustrie / Stickerei                                 | 1923–heute   | «1923 fing Albert Doerig sen. an Taschentücher von Hand zu besticken und rollieren zu lassen. Damit legte er [...] den Grundstein zur Appenzeller Taschentuch-Industrie. 1957 übernahm sein Sohn Albert Doerig den Betrieb seines Vaters und änderte den Namen in DOERIG TASCHENTÜCHER AG. [...] 1979 übernahm die Firma Doerig Taschentücher das renommierte Unternehmen MAX KREIER AG (Pionier für bedruckte Heimtextilien) und erweiterte damit das Produktportfolio, um die in der ganzen Welt bekannte Kollektion von bedruckten Taschentücher, Küchenwäsche und Reinleinenkalender.» | Landesarchiv Appenzell Innerrhoden / Bestand                                                                                                   |
| Schläpfer AG Wikidata-Objekt                                                             | Teufen                      | AR  | Textilindustrie / Weberei                                   | (?)–1989     | «Im frühen 20. Jahrhundert wandte sich [...] der äusserst erfolgreiche Plattstichwebfabrikant Johann Konrad Schläpfer-Biser (1855–1935) schrittweise der Mechanisierung zu. Er soll über etwa 400 Webstühle verfügt haben, die in einer grossen Zahl von Kellern bei Heimwebern aufgestellt waren. 1902 liess er an der Zeughausstrasse eine Fabrik erbauen, um die von Hand besorgte Vorbereitung der Webzettel maschinell vornehmen zu können. Der Maschinenpark umfasste fünf Schlicht-, fünf Zettel- und drei Spulmaschinen, die von Elektromotoren angetrieben wurden. [...] Da innerhalb der Familie keine Nachfolge gefunden werden konnte, verkaufte Rudolf Schläpfer-Baker (1927–2007) die «Wäbi» 1989 an die ASG Industrie Holding AG. Seine Zuversicht, dass der Betrieb im gleichen Sinne weitergeführt würde, wurde arg enttäuscht. 1993 wurde die noch rund 75 Mitarbeitende beschäftigende Firma aufgegeben.» | Staatsarchiv Appenzell Ausserrhoden / Bestand                                                                                                  |
| Friedrich Oertly Wikidata-Objekt                                                         | Näfels                      | GL  | Textilindustrie / Textildruckerei                           | 1870–1917    | 1870 kauft Friedrich Oertly-Tschudi von Glarus die sogenannte Bögelifabrik am Kleinlinthli. Zu jener Zeit ist er bereits Alleinbesitzer des 1845 gegründeten und nun in Auflösung begriffenen Manufaktur- und Farbwarengeschäfts Luchsinger, Elmer & Oertly. Die Textildruckerei existiert bis 1917. | Landesarchiv des Kantons Glarus / Bestand |
| Mitloedi Textildruck AG Wikidata-Objekt                                                  | Mitlödi                     | GL  | Textilindustrie / Textildruckerei                           | 1937–2020    | 1937 gründen die Näfelser Unternehmer Kasper Hauser-Gyr, Eugen Hauser-Landolt und Jakob Fischli-Hauser in den seit 1857 bestehenden Gebäuden der ehemaligen Textildruckfabrik Trümpy & Jenny die Seidendruckerei Mitlödi AG. «Der gerade entwickelte Siebdruck wurde eingeführt und ohne eigene Entwurfsabteilung druckte man in Mitlödi wieder.» Die Textildruckerei Mitlödi hat im Jahr 2013 rund 60 Angestellte, «in den besten Zeiten waren es mehrere Hundert.» Im Mai 2020 gibt die Firma unter anderem in Folge der erschwerten wirtschaftlichen Umstände durch die Corona-Pandemie die Schliessung des Betriebs bekannt. | Glarner Wirtschaftsarchiv / Archiv online Bestand                                                                                              |
| Weisbrod-Zürrer AG Wikidata-Objekt                                                       | Hausen am Albis             | ZH  | Textilindustrie / Seidenweberei Textilhandel / Seidenhandel | 1825–heute   | «Die Anfänge der Firma Weisbrod-Zürrer gehen auf das Jahr 1825 bzw. auf die Ferggerei Mathias Hägi und Cie. in Hausen am Albis zurück, die für Zürcher Seidenfabrikanten tätig war.» 1834 wird die Firma in Jak. Zürrer umbenannt. Zugleich werden die Geschäftsräume für Kontor, Ferggerei, Winderei und Seidenlager eingerichtet. Die Seidenstoffe werden in die USA und in europäische Länder exportiert. «Die Firma setzte fortan auf die Produktion von stückgefärbten Seidenstoffen und Krawattenstoffen, die vorwiegend in England abgesetzt wurden.» Die Seidenwebereien in Hausen am Albis und in Aeugsterthal werden ab 1939 als Kollektivgesellschaft unter dem Namen Weisbrod-Zürrer Söhne betrieben. «Mit dem Erwerb von elektronisch gesteuerten Jacquardmaschinen schaffte die Firma Weisbrod-Zürrer den Sprung von den alten Lochkarten zu computergesteuerten Webstühlen. Im Frühling 2012 wurde schliesslich die Produktion in Hausen am Albis eingestellt.» Die Firma besteht weiterhin. Sie ist im Textilhandel- und verkauf sowie im Immobilienhandel tätig. | Staatsarchiv des Kantons Zürich / Bestand Schweizerisches Nationalmuseum: Sammlungszentrum / Bestand                                           |
| Leinenweberei Bern Wikidata-Objekt                                                       | Bern                        | BE  | Textilindustrie / Weberei                                   | 1872–heute   | Die heutige Leinenweberei Bern AG geht auf die 1872 gegründete Firma Leinenweberei Bern, Schwob & Cie. zurück. Letztere löste sich 1917 auf. Einige ehemalige Teilhaber gründeten mit der Kollektivgesellschaft Leinenweberei Bern, Wallach, Lippmann & Cie. ein neues Unternehmen mit Sitz am Bubenbergplatz 7. Noch im selben Jahr wurde daraus die bis heute bestehende Leinenweberei Bern AG. | Burgerbibliothek Bern / Bestand |
| Hollweg & Laué Wikidata-Objekt                                                           | Wildegg                     | AG  | Indienne-Druckerei                                          | 1774–(?)     | 1774 gründeten der Bankier und Geschäftsmann Johann Jakob Hollweg und der Kaufmann Christian Friedrich Laué (1740–1813) das Kommissionsgeschäft Hollweg & Laué. «Hollweg trat 1780 aus der Firma aus;» von da an hiess die Firma Laué & Co. Laué kaufte 1781 eine Stoffdruckerei in Wildegg und baute diese Indienne-Druckerei aus. Ab 1794 lautete der Firmennamen Laué De Luze & Co. Nach Laués Tod führten sein Sohn und der Sohn eines Cousins die Firma weiter. Der Niedergang des Unternehmens setzte nach Laués Tod «und dem Einsetzen der englischen Konkurrenz nach 1815» ein. | Staatsarchiv Aargau / Bestand |

## Legende zur Tabelle
| Firmenname                     | Name der Firma gemäss Eintrag im Handelsregister: für stillgelegte Unternehmen siehe Schweizerisches Handelsamtsblatt SHAB (ältere SHAB-Publikationen siehe shab.ch), für aktive Firmen siehe Zefix – Zentraler Firmenindex. Bei einer historischen Firma, zu der kein Eintrag im Handelsregister auffindbar ist, ist die Nennung gemäss Quellen, z. B. behördlichen Akten, angegeben. Der Titel eines Bestands in einer Archivinstitution kann ebenfalls eine Referenz sein. Bei historischen Unternehmen wird der Name angegeben, mit dem die Firma in der Fachliteratur am häufigsten genannt wird und der somit relevant ist. Link zum zugehörigen Datenobjekt in Wikidata, falls bereits existierend. Andernfalls kann ein neues Objekt in Wikidata erstellt werden; siehe Anleitung. |
| Firmensitz                     | Ortschaft gemäss Postleitzahl, an der die Firma derzeit ansässig ist oder zuletzt ihren Sitz hatte. |
| Kanton                         | Kurzzeichen des Kantons, in dem die Firma ihren Sitz hat bzw. hatte. |
| Branche / Unterklasse          | Branche, z. B. Textilindustrie, Textilgewerbe oder Textilhandel / Unterklasse, z. B. Spinnerei, Stickerei (als Handwerk) oder Seidenhandel |
| Existenzzeit                   | Gründungsjahr und gegebenenfalls Jahr der Auflösung. Das Gründungsjahr kann sich auch auf die Gründung der Vorgängerfirma beziehen, wenn diese in einer Tradition mit der Firma steht. |
| Beschreibung der Firma         | Nennenswertes zur Geschichte: Gründer/in, Innovationen, Blütezeit, Anzahl Angestellte usw. |
| archiviert in / verzeichnet in | Name der archivierenden Organisation oder einer anderen archivierenden Einheit. / Allenfalls Angabe, wo das Firmenarchiv verzeichnet ist. Der Bestand eines Firmenarchivs kann z. B. aus konservatorischen Gründen aufgeteilt worden sein, sodass Angaben zu mehreren archivierenden Organisationen möglich sind. Wenn sich die Teilbestände in der Art und im Inhalt unterscheiden, sind sie entsprechend spezifiziert bezeichnet, z. B. Textilbestand, Teilbestand Geschäftsunterlagen. |